# Stereo (nummer)
Stereo is een nummer van de Amerikaanse zanger John Legend uit 2007. Het is de vierde single van zijn tweede studioalbum Once Again.
Het nummer haalde de 17e positie in de Nederlandse Top 40. Buiten Nederland haalde het nummer nergens de hitlijsten.